# 金哲柱師範大學
金哲柱師範大學，位於平壤市船橋區域，1946年成立，原名平壤師範大學，1990年改為現名。金哲柱為朝鮮獨立運動家，是金日成的弟弟，也就是金正日的叔父。截至2006年，該校設置了10個學系。